# Fabio Bonci
Fabio Bonci (Modena, 31 gennaio 1949) è un ex calciatore e dirigente sportivo italiano, di ruolo attaccante.

## Carriera

### Giocatore
Figlio di Iro Bonci, anch'egli calciatore e, in seguito, tecnico, decise di non farsi tesserare dal Modena dove suo padre allenava e fu ingaggiato nel 1964 dal Moglia in serie D, dal quale passò due stagioni dopo alla Reggiana.
Da lì fu acquistato nel 1967 dalla Juventus.
Dopo una stagione nella seconda squadra che disputò il De Martino, esordì in gara ufficiale in prima squadra nella fase iniziale della Coppa Italia 1968-69 in casa del Cesena, incontro che terminò 0-0.
In autunno debuttò in serie A nelle battute finali dell'incontro che la Juventus vinse 2-0 a Torino contro il Pisa.
La sua ultima partita in bianconero fu anche l'unica in cui partì da titolare: fu la gara di ritorno contro il Napoli in cui Bonci trovò spazio al centro dell'attacco stante la contemporanea indisponibilità di Pietro Anastasi e Gianfranco Zigoni e nel corso della quale mise a segno anche il suo unico goal ufficiale per il club.
A fine stagione la Juventus cedette Bonci al Varese.
A fine carriera fu protagonista della promozione in Serie B del Parma.

## Palmarès

### Giocatore

#### Competizioni nazionali
- Campionato italiano di Serie B: 3

Varese: 1969-1970
Mantova: 1970-1971
Genoa: 1975-1976

#### Individuale
- Capocannoniere della Serie B: 1

1974-1975 (15 gol)